# Besos para todos
Besos para todos è un film del 2000 diretto da Jaime Chávarri.